# География Острова Принца Эдуарда

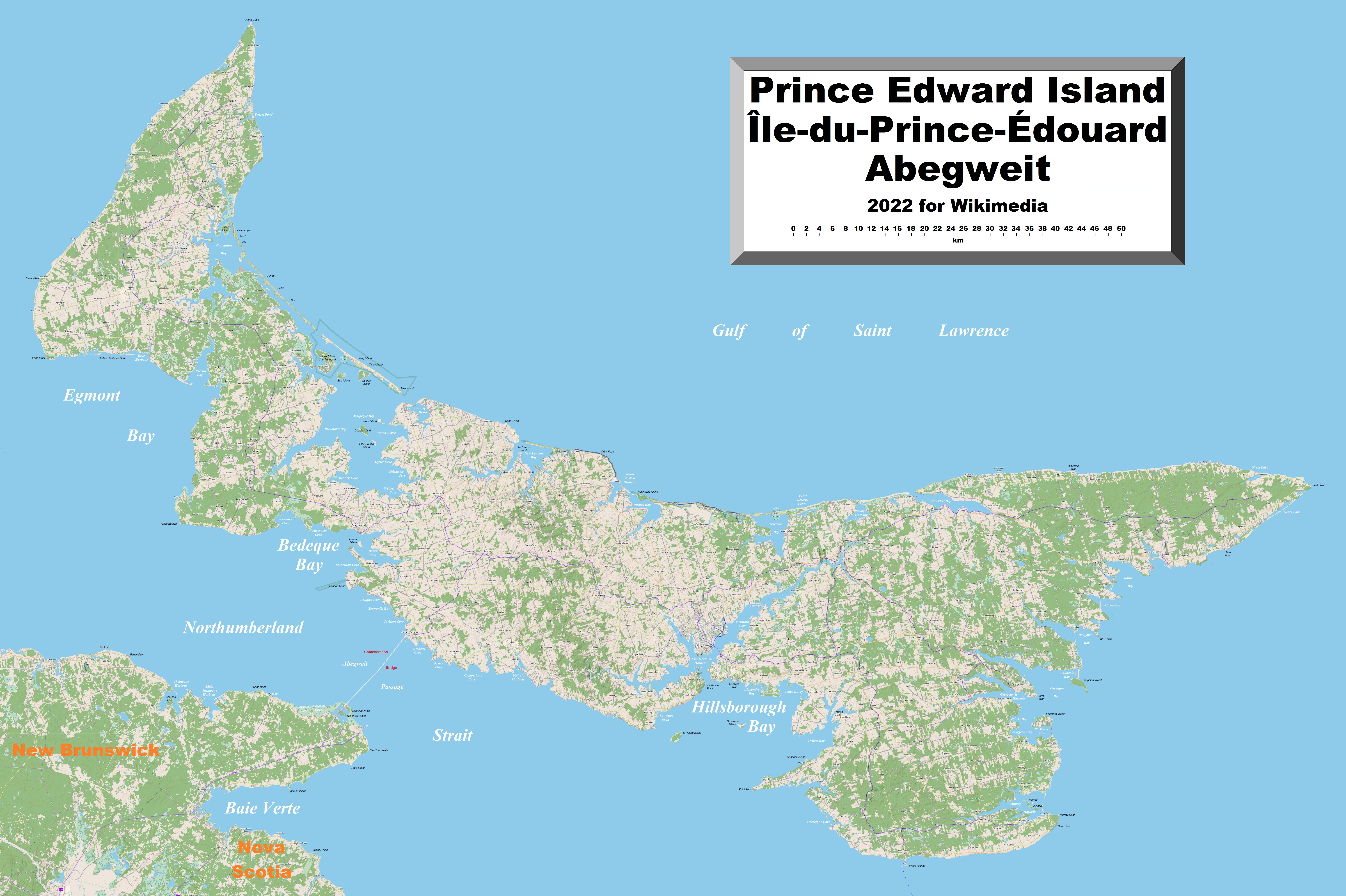
Карта Острова Принца Эдуарда

О́стров При́нца Эдуа́рда (англ. Prince Edward Island, PEI) — провинция и одноимённый остров в составе Канады. Он расположен в северо-западной части залива Святого Лаврентия, к северу от Новой Шотландии и к востоку от Нью-Брансуика, от которого отделён проливом Нортамберленд. Благодаря сочетанию пасторальных ландшафтов, красных песчаных пляжей и развитого сельского хозяйства остров получил неофициальное прозвище «Сад залива» (англ. Garden of the Gulf).

## География
Площадь острова — около 5 620 км², протяжённость с запада на восток — 224 км, ширина колеблется от 6 до 64 км. Береговая линия превышает 1 100 км, поэтому от любой точки острова до моря не более 15 минут езды.

### Рельеф
Высшая точка, близ Спрингтона, достигает 142 м над уровнем моря. Долины малых рек, затопленные при послеледниковом подъёме уровня моря, образовали типичные риас и естественные гавани.
На северо-западе острова расположен мыс Норт-Кейп с протяжённым естественным каменным рифом, считающимся самым длинным в Северной Америке.

### Геология и почвы
Красные песчаники и почвы богаты оксидом железа, придающим им характерный цвет. На востоке, у мыса Басин-Хед, встречаются уникальные залежи «поющего» кварцевого песка.

### Климат
Климат умеренно-морской с континентальными чертами (Dfb по Кёппену). Средняя температура января −7 °C, июля — 23 °C. Среднегодовое количество осадков в Шарлоттауне — 1 160 мм, из них около 290 см выпадает в виде снега. Зимой залив Святого Лаврентия замерзает, ослабляя океаническое влияние.

### Административные и транспортные особенности
Административным центром и крупнейшим городом острова является Шарлоттаун. Другими значительными населёнными пунктами являются Саммерсайд, Корнуол и Стратфорд. В 1997 году остров был соединён с материковой частью Канады мостом Конфедерации протяжённостью 12,9 км, который является самым длинным мостом в мире, пересекающим покрывающиеся льдом воды.

### Прибрежные экосистемы
Береговая линия включает скалистые утёсы, барьерные дюны (Кавендиш, Гринвич) и лагуны. Участок Гринвич в составе Национального парка острова Принца Эдуарда охраняет редкие дюнные ландшафты и местообитания уязвимых видов.

### Возобновляемая энергетика
Около 99 % электроэнергии, вырабатываемой на острове, приходится на ветер; установленная мощность ветропарков превышает 260 МВт. Крупнейший исследовательский ветропарк расположен на Норт-Кейп и управляется Институтом ветроэнергетики Канады.

## Культура и туризм
Международную известность острову принёс роман Аня из Зелёных Мезонинов Л. М. Монтгомери; дом-музей писательницы в Кавендише, пляжи и более тридцати полей для гольфа ежегодно привлекают сотни тысяч туристов. Правительство реализует стратегию «переосмысленного туризма», направленную на всесезонное развитие, расширение инвестиционной привлекательности, поддержку экологически устойчивых инициатив и создание туристических продуктов с высокой добавленной стоимостью..